# Herbert Effinger
Herbert Effinger (* 1951) ist ein deutscher Sozialpädagoge und Sozialarbeitswissenschaftler. Er ist (Stand 2011) Vorstandsvorsitzender der Deutschen Gesellschaft für Soziale Arbeit (DSGA).
Effinger studierte Sozialpädagogik an der Fachhochschule Hamburg und der Universität Bremen, wo er 1989 promoviert wurde. Danach war er in Einrichtungen der Jugend- und Erwachsenenbildung tätig, unter anderem als Bildungsreferent bei der Sozialistischen Jugend Deutschlands – Die Falken. Seit 1995 ist er Professor für Sozialarbeitswissenschaft und Sozialpädagogik an der Evangelischen Hochschule für Soziale Arbeit Dresden.
Seine Arbeits- und Forschungsschwerpunkte sind: Geschichte und Theorie Sozialer Arbeit; Jugendarbeit und Case Management. Zudem forscht und lehrt er zu den Themen: Kommunikation, Beratung und zu „Humor in der Sozialen Arbeit“.

## Schriften (Auswahl)
- Individualisierung und neue Formen der Kooperation. Bedingungen und Wandel alternativer Arbeits- und Angebotsformen, Wiesbaden: Deutscher Universitäts-Verlag, 1990, ISBN 3-8244-4068-7 (zugleich Dissertationsschrift, Universität Bremen, 1989)
- Soziale Arbeit und Gemeinschaft, Freiburg im Breisgau: Lambertus, 1999, ISBN 3-7841-1149-1
- Lachen erlaubt. Witz und Humor in der sozialen Arbeit, Regensburg: Edition Buntehunde, 2006, ISBN 3-934941-12-5
- "Die Wahrheit zum Lachen bringen" – Humor als Medium in der sozialen Arbeit, Weinheim; München: Juventa, 2008, ISBN 978-3-7799-2073-1 (als Herausgeber)
- Disziplin und Profession Sozialer Arbeit. Entwicklungen und Perspektiven, Reihe  Theorie, Forschung und Praxis Sozialer Arbeit, Band 1, Opladen, Farmington Hills; Verlag Barbara Budrich, 2010 ISBN 978-3-86649-336-0, (Als Herausgeber, gemeinsam mit Björn Kraus, Silke Birgitta Gahleitner, Ingrid Miethe, Sabine Stövesand und Juliane Sagebiel)
- Soziale Arbeit zwischen Generalisierung und Spezialisierung. Das Ganze und seine Teile, Reihe  Theorie, Forschung und Praxis Sozialer Arbeit, Band 3, Opladen, Farmington Hills; Verlag Barbara Budrich, 2011, ISBN 978-3-86649-434-3, (Als Herausgeber, gemeinsam mit Björn Kraus, Silke Birgitta Gahleitner, Ingrid Miethe und Sabine Stövesand)